# 2020 en arts plastiques
| Années des arts plastiques : 2017 - 2018 - 2019 - 2020 - 2021 - 2022 - 2023    |
| Décennies des arts plastiques : 1990 - 2000 - 2010 - 2020 - 2030 - 2040 - 2050 |

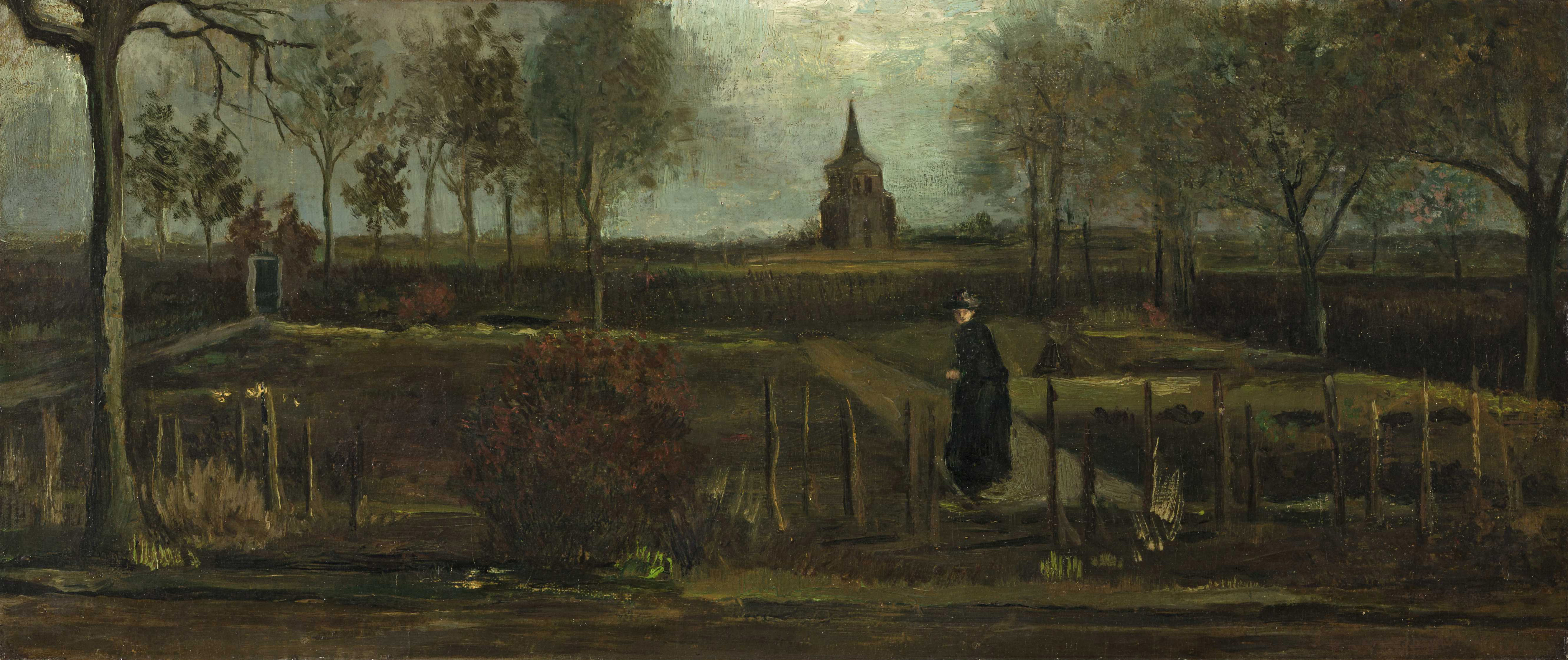

Cette page concerne l'année 2020 en arts plastiques

## Événements
- 30 mars : Le Jardin du presbytère de Nuenen au printemps, une peinture à l'huile de Vincent van Gogh, est volé au musée de Laren (Pays-Bas)(photo ci-contre).
- 7 juin : la statue du marchand d'esclaves d'Edward Colston à Bristol (Angleterre, Royaume-Uni) est renversée et jetée dans un canal par des manifestants antiracistes, ce qui entraîne une série de dégradations dans plusieurs pays de sculptures de personnalités controversées en raison de leurs liens avec l'esclavage, les États confédérés d'Amérique ou pour leurs opinions racistes[1] ; le 15 juillet, le sculpteur britannique Marc Quinn place sur son socle laissé vide, sans autorisation de la ville, A Surge of Power (en) ("Une montée en puissance"), une statue en acier noir représentant Jen Reid, une des manifestantes qui avait participé au déboulonnage, puis qui a été prise en photo le poing levé sur le socle, la sculpture reproduisant cette position[1], avant d'être retirée par le conseil municipal et transférée dans un musée le lendemain[2].
- 10 juin :
  - La Jeune Fille triste de Banksy, volée derrière le Bataclan[N 1] en janvier 2019, est découverte dans une ferme des Abruzzes en Italie[3]. Elle sera remise à l'ambassade de France le 14 juillet qui l'expose au Palais Farnèse ;
  - publication de la description et de la datation par le CNRS et l'Université de Bordeaux d'une sculpture en os brûlé représentant un oiseau, retrouvée sur le site de Lingjing (province du Henan en Chine), désormais datée d'entre 13 000 et 13 800 ans, ce qui fait reculer de 8500 ans l'origine de la sculpture et des représentations d’animaux en Asie de l’Est et en fait la plus ancienne œuvre d'art chinoise connue[4].

## Œuvres
- 15 juillet : A Surge of Power (Jen Reid) 2020 (en) de Marc Quinn

## Décès
- 4 janvier : Lorenza Mazzetti, réalisatrice, peintre et écrivaine italienne (° 26 juillet 1927),
- 13 janvier : André Lufwa, sculpteur congolais (° 15 novembre 1925),
- 14 janvier : Osanne, peintre et graveuse française (° 18 décembre 1934),
- 17 janvier : Oswald Oberhuber, peintre, sculpteur et graphiste autrichien (° 1er février 1931),
- 24 janvier : Martin Matschinsky, sculpteur allemand (° 4 juillet 1921),
- 25 janvier : Denis Rivière, peintre français (° 12 août 1945),
- 27 janvier :  James Houra, peintre ivoirien (° 27 mars 1952),
- 4 février : Zwy Milshtein, peintre français d'origine roumaine (° 25 juin 1934),
- 13 février : Gilbert Belin, sculpteur et homme politique français (° 22 octobre 1927),
- 16 février : Kellye Nakahara, actrice et peintre américaine (° 16 janvier 1948),
- 17 février : Claude Hastaire, peintre, lithographe et écrivain français (° 24 octobre 1946),
- 19 février :
  - Gust Graas, homme d'affaires et peintre luxembourgeois (° 19 décembre 1924),
  - Jack Youngerman, peintre et sculpteur américain (° 25 mars 1926),
- 20 février : Peter Dreher, peintre allemand (° 26 août 1932),
- 22 février :
  - James Brown, peintre, sculpteur, dessinateur et graveur américain (° 26 octobre 1951),
  - Jacques Houplain, graveur et peintre français (° 10 septembre 1920),
- 27 février : Maurice Maillard, peintre, graveur et enseignant en arts plastiques français (° 31 mars 1946),
- 28 février : Emmanuel Debarre, sculpteur français (° 9 novembre 1948),
- 1er mars : Pierre Patureau, peintre français (° 11 octobre 1924),
- 2 mars :
  - Ulay, artiste allemand pratiquant l'art performance (° 30 novembre 1943),
  - Suat Yalaz, dessinateur turc de bande dessinée (° 1er janvier 1932),
- 5 mars : Hashpa, peintre, graveur et dessinateur tchécoslovaque puis tchèque (° 24 janvier 1951),
- 10 mars : John Seward Johnson II, sculpteur américain (° 16 avril 1930),
- 16 mars : François Hilsum, peintre et journaliste français (° 26 janvier 1929),
- 17 mars : Lyle Waggoner, acteur et sculpteur américain (° 13 avril 1935),
- 20 mars : Jean Arène, peintre français (° 11 septembre 1929),
- 25 mars : Pierre Lagénie, sculpteur français (° 26 novembre 1938),
- 1er avril :
  - David C. Driskell, peintre, écrivain, essayiste et historien de l'art américain (° 7 juin 1931),
  - Gérard Mannoni, sculpteur français (° 1er janvier 1928),
  - Floris Michael Neusüss, photographe allemand (° 3 mars 1937),
- 2 avril : Jacques Yankel, peintre, sculpteur et lithographe français (° 14 avril 1920),
- 3 avril :
  - Alain Gauthier, peintre, affichiste, dessinateur de presse et illustrateur français (° 21 août 1931),
  - Yūtokutaishi Akiyama, graveur et photographe japonais (° 22 mars 1935),
- 4 avril :
  - Luis Eduardo Aute, musicien, auteur-compositeur-interprète, réalisateur de cinéma, acteur, sculpteur, écrivain, peintre et poète espagnol (° 13 septembre 1943),
  - Robert Saint-Cricq, peintre, lithographe et sculpteur français (° 21 décembre 1924),
  - Julio Silva, peintre et sculpteur franco-argentin (° 16 janvier 1930),
- 9 avril : Mort Drucker, dessinateur et caricaturiste américain (° 29 mars 1929),
- 14 avril : Jean-Pierre Alaux, peintre, lithographe et sculpteur français (° 14 novembre 1925),
- 23 avril : Daniel Bellec, peintre français (° 23 janvier 1952),
- 27 avril : Yves Corbassière, peintre, graveur, affichiste, sculpteur et lithographe français (° 16 mai 1925),
- 28 juin :  Bernard Quentin, peintre, sculpteur et designer français (° 22 juin 1923),
- 13 août : Luchita Hurtado, peintre, lithographe et graveuse américano-vénézuélienne (° 28 octobre 1920),
- 21 août : François Joxe, acteur, metteur en scène, auteur de théâtre et artiste peintre français (° 29 juin 1940),
- 25 août : Yvon Le Corre, peintre et navigateur français (° 7 octobre 1939),
- 12 septembre : Gatot Sunyoto, artiste indonésien (° 28 août 1940).
- 15 septembre : Mykola Chmatko, sculpteur et peintre soviétique puis ukrainien (° 17 août 1943),
- 19 septembre :
  - Jean-Pierre Pophillat, peintre français (° 29 août 1937),
  - Claude Verlinde, peintre, graveur et illustrateur français (° 24 juin 1927),
- 10 octobre : Arthur Aeschbacher, peintre et affichiste suisse (° 3 avril 1923),
- 13 octobre : Yves Thos, peintre et affichiste français (° 29 octobre 1935),
- 24 octobre :
  - Abbas Moayeri, peintre, miniaturiste et sculpteur franco-iranien (° 27 février 1939),
  - Paul Rambié, peintre français (° 24 mai 1919),
- 5 novembre : Lionel Godart, peintre français (° 24 juin 1949),
- 27 décembre : Michel Potage, peintre français (° 11 juin 1949),
- 31 décembre : Gérard Voulouzan, peintre français (° 20 juin 1944).